# Jan Stejskal (historik)
Jan Stejskal (* 28. října 1970 Pardubice) je český historik, působící na Katedře historie Filozofické fakulty Univerzity Palackého a děkan Filozofické fakulty Univerzity Palackého v Olomouci. Zaměřuje se především na období středověku, na dějiny mnišství a kontakty střední Evropy s renesanční Itálií a Byzancí.

## Život a působení
Po maturitě na Gymnáziu Pardubice studoval historii, bohemistiku a filozofii na FF UP v Olomouci a později obor středověká studia na Central European University v Budapešti. Od roku 1999 působí na Katedře historie Filozofické fakulty Univerzity Palackého, v jejímž čele mezi lety 2014 a 2019 stál jako její vedoucí. V roce 2017 a znovu v roce 2020 byl zvolen předsedou Akademického senátu FF UP.
Významné je zejména jeho bádání o středověkém mnišství, shrnuté do jeho prací o částečně zapomenutých osobnostech camaldoliánského řádu Ambrogia Traversariho a Jana Jeronýma.
V říjnu 2021 jej akademický senát filozofické fakulty Univerzity Palackého v Olomouci zvolil děkanem fakulty  Do funkce nastoupil 1. února 2022. V témže roce usedl ve výkonném výboru Asociace děkanů filozofických fakult ČR. V lednu 2023 se vyslovil pro zvýšení mezd akademických pracovníků v humanitních oborech, přičemž za hlavní příčinu nedostatku finančních prostředků na platy akademiků označil podfinancování vysokého školství.  Krátce po ruské invazi na Ukrajinu v únoru 2022 pak vyjádřil naději v brzké přijetí země do Evropské unie.

## Dílo
- Stejskal J. Mnich za časů renesance. 2017.
- Kalous A., Miller J., Stejskal J., Jakubec O., Parma T., Prchal Pavlíčková R., Elbel M., Murdock G. The Transformation of Confessional Cultures in a Central European City: Olomouc, 1400-1750. 2015.
- Stejskal J. Hodoeporicon Ambrogia Traversariho. 2013.
- Stejskal J. Řecké dědictví na Západě. Monasticismus, misie a střední Evropa ve středověku. 2011.
- Stejskal J. Podivuhodný příběh Jana Jeronýma. 2004.